# Ron Mueck
Hans Ronald Mueck (Melbourne, 9 maggio 1958) è un artista e scultore australiano. Vive e lavora a Londra.

## Biografia
Mueck è nato a Melbourne da genitori tedeschi che possedevano un'azienda specializzata nella produzione di giocattoli.
Inizialmente ha lavorato come direttore creativo in programmi televisivi australiani per bambini come Shirl's Neighbourhood e Lift Off, prima di trasferirsi in America per lavorare nel cinema e nella pubblicità.
In particolare, ha disegnato, interpretato e doppiato il personaggio di Bubo nel film fantasy Labyrinth - Dove tutto è possibile di Jim Henson del 1986.
Nel 1988 ha collaborato nuovamente con Henson nella serie TV Storyteller.
Nel 1996 sua suocera Paula Rego gli ha chiesto di realizzare una statua di Pinocchio per la mostra collettiva Spellbound: Art and Film alla Hayward Gallery di Londra.
Mueck si è imposto all'attenzione del pubblico per la prima volta con la sua scultura Dead Dad, ritratto del padre recentemente scomparso, in scala ridotta 1:2 e realizzato a memoria; è stato incluso nella mostra Sensation del 1997 alla Royal Academy of Arts di Londra, che Charles Saatchi aveva voluto dedicare al movimento artistico Young British Artists.
La prima mostra personale di Mueck è stata alla Anthony d'Offay Gallery di Londra nel 1998.
La sua scultura Boy (1999), alta 4,90 metri, è stata esposta al Millennium Dome di Londra, poi alla 49ª Biennale Arte di Venezia nel 2001; dal 2001 si trova nel foyer dell'ARoS Aarhus Kunstmuseum di Aarhus, in Danimarca.
Tra il 2000 e il 2002 Mueck è stato artista associato alla National Gallery di Londra, nel corso dei quali ha realizzato le sculture Mother and Child, Pregnant Woman, Man in a Boat e Swaddled Baby, esposte nel 2003.
Nel 2008 ha tenuto una personale all'Andy Warhol Museum di Pittsburgh, e nel 2010-2011 alla National Gallery of Victoria di Melbourne.
Nel 2013-2015 è stata organizzata una grande mostra itinerante delle opere di Mueck, iniziata alla Fondation Cartier di Parigi, proseguita alla Fundación Proa di Buenos Aires, al Museo d'arte moderna di Rio de Janeiro (che ha avuto oltre 300 000 visitatori, record del museo), e alla Pinacoteca dello stato di San Paolo, in Brasile.
Nel 2016 Mueck ha esposto al Theseustempel di Vienna e al Sara Hildén Art Museum di Tampere, in Finlandia.
Nel 2017 ha presentato 13 sculture realizzate tra il 1999 e il 2013, circa un terzo della sua produzione, allo Houston Museum of Fine Arts, in Texas.
Nell'ambito delle manifestazioni "Hull città della cultura del Regno Unito 2017", le opere di Mueck facevano parte della collettiva SKIN, alla Ferens Art Gallery, insieme ai dipinti di Lucian Freud e Édouard Manet e alle fotografie di Spencer Tunick della sua installazione Sea of Hull. Di Mueck la mostra presentava una nuova scultura, Poke, oltre a Wild Man, Spooning Couple, Youth, Ghost e Mask II.
Nel 2023 ha presentato la prima personale in Italia alla Triennale di Milano, in collaborazione con la Fondation Cartier di Parigi.
Nel 2024 il Museum Voorlinden di Wassenaar, nei Paesi Bassi, ha presentato «la più ampia retrospettiva» delle sue opere, costituita da 15 sculture, con, tra le altre, En Garde (2023), Mass (2016-2017), Big Baby II (1996-97), Man in Blankets (2000) e Couple under an Umbrella (2013), che fa parte delle collezioni del museo.

## Stile e tecnica
Stilisticamente Ron Mueck è un esponente della corrente artistica dell'iperrealismo. Le sue sculture, avvincenti, sono di grandi dimensioni, anche 7 metri, alcune in scala ridotta, e riproducono il corpo umano di persone comuni nei minimi dettagli e i suoi argomenti sono profondamente privati e spesso riguardano i pensieri e i sentimenti nelle varie fasi della vita degli esseri umani.
I tempi di lavoro sono lunghi, anche 12 mesi: infatti in quasi trenta anni ne ha realizzate 48.
Nelle sue opere Mueck utilizza resina epossidica, fibra di vetro, silicone, poliuretano.
I capelli e i peli vengono posizionati uno per uno. Nel suo atelier lavora sempre in silenzio e da solo ma quando sono molto grandi con l'aiuto di assistenti. Le sculture vengono realizzate manualmente: prima vengono modellate con l'argilla, poi colate in silicone da uno stampo, infine vengono impiantati capelli e occhi e completate con gli abiti e gli accessori. Mueck dipinge l'iride degli occhi, poi ricopre quanto dipinto con una sfera di vetro o resina trasparente. Poiché gli strati esterni della pelle sono più traslucidi, le sculture acquisiscono una consistenza simile a quella degli esseri umani grazie alla penetrazione della luce negli strati plastici.